# هايلاند بارك (تكساس)
هذا المقال عن هايلاند بارك، تكساس للاستخدامات الأخرى أنظر هايلاند بارك (توضيح).
هايلاند بارك (بالإنجليزية: Highland Park)‏ هي مدينة أمريكية تقع في ولاية تكساس.تبلغ مساحة هذه المدينة 5.8 (كم²)،ويبلغ عدد سكانها 8564 نسمة حسب إحصاء سنة 2010 م.

## التركيبة السكانية
حدّد مكتب تعداد الولايات المتحدة بيانات التركيبة السكانية لهايلاند بارك في تعداد الولايات المتحدة. في ما يلي، التركيبة السكانية حسب تعدادي 2000 و2010.

### تعداد عام 2000
بلغ عدد سكان هايلاند بارك 8,842 نسمة بحسب تعداد عام 2000، وبلغ عدد الأسر 3,585 أسرة وعدد العائلات 2,411 عائلة مقيمة في البلدة. في حين سجلت الكثافة السكانية 1,521.9 نسمة لكل كيلومتر مربع (3,941.7/ميل2). وبلغ عدد الوحدات السكنية 3,759 وحدة بمتوسط كثافة قدره 647 لكل كيلومتر مربع (1,675.7/ميل2).
وتوزع التركيب العرقي للبلدة بنسبة 97.27% من البيض و0.38% من الأمريكيين الأفارقة و0.14% من الأمريكيين الأصليين و0.83% من الأمريكيين ذوي الأصول الآسيوية و0.01% من سكان جزر المحيط الهادئ و0.77% من الأعراق الأخرى و0.60% من عرقين مختلطين أو أكثر و2.73% من الهسبانيون أو اللاتينيون من أي عرق.
بلغ عدد الأسر 3,585 أسرة كانت نسبة 34.2% منها لديها أطفال تحت سن الثامنة عشر تعيش معهم، وبلغت نسبة الأزواج القاطنين مع بعضهم البعض 60.6% من أصل المجموع الكلي للأسر، ونسبة 5.3% من الأسر كان لديها معيلات من الإناث دون وجود شريك، بينما كانت نسبة 1.4% من الأسر لديها معيلون من الذكور دون وجود شريكة وكانت نسبة 32.7% من غير العائلات. تألفت نسبة 29.1% من أصل جميع الأسر من عدة أفراد يعيشون في نفس المنزل ونسبة 9.6% كانت تتألف من شخص يعيش بمفرده يبلغ من العمر 65 عاماً أو أكثر. وبلغ متوسط حجم الأسرة المعيشية 2.46، أما متوسط حجم العائلات فبلغ 3.06.
بلغ العمر الوسطي للسكان 42.0 عاماً. وكانت نسبة 27% من القاطنين تحت سن الثامنة عشر، وكانت نسبة 3.7% بين الثامنة عشر والرابعة والعشرين عاماً، ونسبة 24.7% كانت واقعةً في الفئة العمرية ما بين الخامسة والعشرين والرابعة والأربعين عاماً، ونسبة 29.7% كانت ما بين الخامسة والأربعين والرابعة والستين، ونسبة 14.6% كانت ضمن فئة الخامسة والستين عاماً فما فوق. يوجد لكل 100 أنثى 87.5 ذكر، ويوجد لكل 100 أنثى في الثامنة عشر من عمرها فما فوق 82.6 ذكر.
بلغ متوسط دخل الأسرة في البلدة 149,389 دولارًا، أما متوسط دخل العائلة فبلغ 200,001 دولارًا. وكان متوسط دخل الذكور 100,001 دولارًا مقابل 43,594 دولارًا للإناث. وسجل دخل الفرد الخاص بالبلدة 97,008 دولارًا. وكانت نسبة 1.6% من العائلات ونسبة 3.4% من السكان تحت خط الفقر، وكان من هؤلاء نسبة 2.7% تحت سن الثامنة عشر ونسبة 0.5% في الخامسة والستين من العمر وما فوق.

### تعداد عام 2010
بلغ عدد سكان هايلاند بارك 8,564 نسمة بحسب تعداد عام 2010، وبلغ عدد الأسر 3,411 أسرة وعدد العائلات 2,426 عائلة مقيمة في البلدة. في حين سجلت الكثافة السكانية 1,474 نسمة لكل كيلومتر مربع (3,817.6/ميل2). وبلغ عدد الوحدات السكنية 3,717 وحدة بمتوسط كثافة قدره 639.8 لكل كيلومتر مربع (1,657.1/ميل2).
وتوزع التركيب العرقي للبلدة بنسبة 94.37% من البيض و0.49% من الأمريكيين الأفارقة و0.26% من الأمريكيين الأصليين و2.81% من الأمريكيين ذوي الأصول الآسيوية و0.98% من الأعراق الأخرى و1.09% من عرقين مختلطين أو أكثر و4.01% من الهسبانيون أو اللاتينيون من أي عرق.
بلغ عدد الأسر 3,411 أسرة كانت نسبة 34.9% منها لديها أطفال تحت سن الثامنة عشر تعيش معهم، وبلغت نسبة الأزواج القاطنين مع بعضهم البعض 63.1% من أصل المجموع الكلي للأسر، ونسبة 6.2% من الأسر كان لديها معيلات من الإناث دون وجود شريك، بينما كانت نسبة 1.8% من الأسر لديها معيلون من الذكور دون وجود شريكة وكانت نسبة 28.9% من غير العائلات. تألفت نسبة 25.7% من أصل جميع الأسر من عدة أفراد يعيشون في نفس المنزل ونسبة 10.2% كانت تتألف من شخص يعيش بمفرده يبلغ من العمر 65 عاماً أو أكثر. وبلغ متوسط حجم الأسرة المعيشية 2.51، أما متوسط حجم العائلات فبلغ 3.04.
بلغ العمر الوسطي للسكان 45.1 عاماً. وكانت نسبة 26.8% من القاطنين تحت سن الثامنة عشر، وكانت نسبة 4.1% بين الثامنة عشر والرابعة والعشرين عاماً، ونسبة 18.9% كانت واقعةً في الفئة العمرية ما بين الخامسة والعشرين والرابعة والأربعين عاماً، ونسبة 33% كانت ما بين الخامسة والأربعين والرابعة والستين، ونسبة 17.2% كانت ضمن فئة الخامسة والستين عاماً فما فوق. وتوزع التركيب الجنسي للسكان بنسبة 47.5% ذكور و52.5% إناث.

## أعلام
- أنجي هارمون